# Podestà di Lecco
Il podestà di Lecco è un personaggio immaginario presente ne I promessi sposi, romanzo di Alessandro Manzoni.

## Biografia del personaggio
Compare nel quinto capitolo, come commensale di don Rodrigo (insieme al dottor Azzecca-garbugli, al conte Attilio e ad altri anonimi), partecipe della discussione sulla cavalleria che precede e accompagna la comparsa di Fra Cristoforo al pranzo.
Viene poi menzionato più volte, in riferimento al suo mancato ruolo di tutore dell'ordine, che avrebbe dovuto in teoria impedire a don Rodrigo di commettere reati.

## Analisi del personaggio
Della sua personalità hanno scritto critici come Eugenio Donadoni (Personaggi di autorità nei Promessi Sposi, in Studi Danteschi e Manzoniani, Firenze, La nuova Italia, 1968), o Angelandrea Zottoli (Umili e potenti nella poetica del Manzoni, Roma, C. Tumminelli, 1942). Fondamentale, sul personaggio, il contributo di Luigi Russo nella voce Il Podestà del Dizionario Bompiani delle opere e dei personaggi di tutti i tempi e di tutte le letterature (XI volume, p. 514), nella quale scrive: 

## Opere audiovisive
Nella versione televisiva del romanzo, il personaggio è interpretato da Mario Pisu.